# Kreis Belmont-sur-Yverdon
| Kreis Belmont-sur-Yverdon           | Kreis Belmont-sur-Yverdon |
| Basisdaten                          | Basisdaten                |
| ----------------------------------- | ------------------------- |
| Staat:                              | Schweiz                   |
| Kanton:                             | Waadt (VD)                |
| Bezirk:                             | Yverdon                   |
| Hauptort:                           | Belmont-sur-Yverdon       |
| Fläche:                             | 43,58 km²                 |
| Einwohner:                          | 3'726 (31.12.2023)        |
| Bevölkerungsdichte:                 | 85 Einw. pro km²          |
| Aufgehoben am:                      | 31. Dezember 2006         |
| Karte                               |                           |
| Karte von Kreis Belmont-sur-Yverdon |                           |

Der Kreis Belmont-sur-Yverdon (französisch Cercle de Belmont-sur-Yverdon) war bis zum 31. August 2006 eine Verwaltungseinheit des Bezirks Yverdon im Kanton Waadt in der Schweiz. Sitz des Kreisamtes war Belmont-sur-Yverdon.
Der Kreis umfasste elf Gemeinden und war 43,58 km² gross. Die Gemeinden des ehemaligen Kreises zählten Ende 2023 3'726 Einwohner.
| Wappen               | Name der Gemeinde    | Einwohner (31. Dezember 2023) | Fläche in km² | Einw. pro km² |
| -------------------- | -------------------- | ----------------------------- | ------------- | ------------- |
| Belmont-sur-Yverdon  | Belmont-sur-Yverdon  | 443                           | 6,47          | 68            |
| Ependes              | Ependes (VD)         | 388                           | 4,81          | 81            |
| Essert-Pittet        | Essert-Pittet        | 164                           | 2,76          | 59            |
| Gossens              | Gossens              | 132                           | 1,02          | 129           |
| Gressy               | Gressy               | 167                           | 2,23          | 75            |
| Oppens               | Oppens               | 202                           | 3,60          | 56            |
| Orzens               | Orzens               | 214                           | 4,20          | 51            |
| Pomy                 | Pomy                 | 876                           | 5,62          | 156           |
| Suchy                | Suchy                | 669                           | 6,64          | 101           |
| Ursins               | Ursins               | 234                           | 3,36          | 70            |
| Valeyres-sous-Ursins | Valeyres-sous-Ursins | 237                           | 2,87          | 83            |
| Total (11)           | Total (11)           | 3'726                         | 43,58         | 85            |